# Episodi di Melrose Place (quinta stagione)
La quinta stagione della serie televisiva Melrose Place, composta da 34 episodi, è andata in onda negli Stati Uniti sul canale FOX dal 9 settembre 1996 al 19 maggio 1997.
Brooke Langton viene aggiunta al cast regolare sempre nel ruolo di Samantha Reilly, così come Lisa Rinna nel ruolo di Taylor McBride.
Rob Estes viene aggiunto al cast regolare nel ruolo di Kyle McBride.
Patrick Muldoon esce definitivamente di scena dopo il terzo episodio; ha interpretato il ruolo di Richard Hart, come "special guest star", per un anno, mentre Josie Bissett lascia la serie dopo il quindicesimo episodio; tornerà, sempre nel ruolo di Jane Andrews, solo nella settima stagione.
Marcia Cross, Grant Show, Laura Leighton e Courtney Thorne-Smith lasciano definitivamente la serie.
Kelly Rutherford appare a partire dal quinto episodio della stagione nel ruolo di Megan Lewis; viene accreditata nella sigla di apertura a partire dal sedicesimo episodio, e David Charvet appare a partire dal quinto episodio della stagione nel ruolo di Craig Field; viene aggiunto ai crediti d'apertura a partire dal ventottesimo episodio.
Alyssa Milano compare negli ultimi sette episodi della stagione nel ruolo di Jennifer Mancini; sarà tra i protagonisti della serie durante la sesta stagione.
| nº | Titolo originale                              | Titolo italiano                   | Prima TV USA      | Prima TV Italia |
| -- | --------------------------------------------- | --------------------------------- | ----------------- | --------------- |
| 1  | Living With Disaster                          | Vivere una catastrofe             | 9 settembre 1996  |                 |
| 2  | Over Dick's Dead Body                         | Il cadavere scomparso             | 16 settembre 1996 |                 |
| 3  | Moving Violations                             | Traslochi movimentati             | 23 settembre 1996 |                 |
| 4  | Hunka Hunka Burnin' Love                      | Inaugurazione                     | 30 settembre 1996 |                 |
| 5  | Un-Janed Melody                               | Intrighi                          | 28 ottobre 1996   |                 |
| 6  | Jane's Addiction                              | Lo zampino di Jane                | 4 novembre 1996   |                 |
| 7  | Young Doctors in Heat                         | Giovani medici innamorati         | 11 novembre 1996  |                 |
| 8  | Mission: Interpersonal                        | Missione: rapporti interpersonali |                   |                 |
| 9  | Farewell Mike's Concubine                     | Chiarimenti                       | 18 novembre 1996  |                 |
| 10 | Nice Work if You Can Get It                   | Passioni e bugie                  | 25 novembre 1996  |                 |
| 11 | Sole Sister                                   | Solitudini di sorelle             | 2 dicembre 1996   |                 |
| 12 | Quest for Mother                              | Alla ricerca della madre          | 9 dicembre 1996   |                 |
| 13 | Crazy Love                                    | Infelicità cronica                | 16 dicembre 1996  |                 |
| 14 | The Accidental Doctor                         | Dottore involontario              | 6 gennaio 1997    |                 |
| 15 | Escape from L.A.                              | Addio a Los Angeles               | 13 gennaio 1997   |                 |
| 16 | Eyes of the Storm                             | Gli occhi della tempesta          | 20 gennaio 1997   |                 |
| 17 | Better Homes and Condos                       | Si cambia vita                    | 27 gennaio 1997   |                 |
| 18 | Great Sex-pectations (Part 1 e 2)             | Addio al celibato                 | 3 febbraio 1997   |                 |
| 19 | Great Sex-pectations (Part 1 e 2)             | Fuga dal matrimonio               | 3 febbraio 1997   |                 |
| 20 | Catch Her in the Lie                          | Coglierla in fallo                | 10 febbraio 1997  |                 |
| 21 | Men Are from Melrose                          | Tutti gli uomini di Melrose       | 17 febbraio 1997  |                 |
| 22 | Frames 'R' Us                                 | Equivoci e ricatti                | 24 febbraio 1997  |                 |
| 23 | Screams from a Marriage                       | Grida da un matrimonio            | 3 marzo 1997      |                 |
| 24 | 101 Damnations                                | La finestra sul cortile           | 10 marzo 1997     |                 |
| 25 | From Here to Maternity                        | Da qui alla maternità             | 17 marzo 1997     |                 |
| 26 | Last Exit to Ohio                             | Addio Kimberly                    | 31 marzo 1997     |                 |
| 27 | The Dead Wives Club                           | La crisi di coscienza             | 7 aprile 1997     |                 |
| 28 | Deja Vu All Over Again                        | Presenza dal passato              | 14 aprile 1997    |                 |
| 29 | All Beths Are Off                             | Dimenticare Beth                  | 21 aprile 1997    |                 |
| 30 | Ultimatums and the Single Guy                 | Un lavoro per Jennifer            | 28 aprile 1997    |                 |
| 31 | Going Places                                  | Evasioni                          | 5 maggio 1997     |                 |
| 32 | Secrets and Lies and More Lies                | Segreti, bugie e ancora bugie     | 12 maggio 1997    |                 |
| 33 | Who's Afraid of Amanda Woodward? (Part 1 e 2) | Chi ha paura di Amanda Woodward?  | 19 maggio 1997    |                 |
| 34 | Who's Afraid of Amanda Woodward? (Part 1 e 2) | Cambiamenti                       | 19 maggio 1997    |                 |

## Vivere una catastrofe
- Titolo originale: Living with Disaster
- Diretto da: Frank South
- Scritto da: Frank South

### Trama
Sidney e Jane sono sempre più preoccupate per ciò che potrebbe succedere se la polizia scoprisse il corpo di Richard, ma in realtà l'uomo non è mai morto e dopo essersi ripreso cerca in tutti i modi di far credere a Jane di impazzire. Amanda ora è la moglie di Peter e cerca di farlo scagionare scoprendo la sua vera identità e la storia della sua prima moglie (presunta uccisa da Peter stesso); conosce così Kyle e Taylor, persone in qualche modo legate a Peter. Samantha nel frattempo si è trasferita a casa di Jane e Jo è andata a vivere a Parigi con il suo fidanzato. Kimberly si riprende dal coma (grazie all'aiuto di suo marito), ma scappa dall'ospedale quando deve testimoniare per conto di Peter. Alison e Jake vivono la loro relazione senza dirlo a Billy, che cerca invano di riconquistare Alison.
- Guest star: Patrick Muldoon (Richard Hart).
- Altri interpreti: Bibi Besch (sig.ra Devis), Nigel Gibbs (Detective Wylie).

## Il cadavere scomparso
- Titolo originale: Over Dick's Dead Body
- Diretto da: Chip Chalmers
- Scritto da: Charles Pratt Jr.

### Trama
Mentre Kimberly cerca di riacquisire la memoria, Peter ha un duro scontro con una guardia in prigione e si ferisce alla testa. Taylor e Kyle si trasferiscono nell'appartamento di Jo, Taylor sembra legata in qualche modo a Peter. Allison e Jake continuano la loro relazione "clandestina" e per evitare di rivelare tutto a Billy, Allison affitta un appartamento a pochi isolati dal condominio. Matt nel frattempo continua a prendere delle pasticche per poter portare avanti gli studi e ha un duro confronto con il suo capo quando quest'ultima lo boccia all'esame. Sidney e Jane sono costrette a pagare un uomo che avrebbe visto entrambe mentre seppellivano Richard: saranno entrambe sorprese e terrorizzate quando scopriranno che si tratta di Richard stesso, vivo e vegeto, pronto a ucciderle per poter riscuotere il loro denaro.
- Guest star: Patrick Muldoon (Richard Hart).
- Altri interpreti: Nigel Gibbs (Detective Wylie), Paul Perri (Andy), Eric Poppick (Farmacista), Dey Young (Irene Shulman).

## Traslochi movimentati
- Titolo originale: Moving Violations
- Diretto da: Richard Lang
- Scritto da: Carol Mandelsohn

### Trama
Jane e Sidney usando la furbizia riescono a sfuggire a Richard e chiedono aiuto a una guardia forestale, che nel tentativo di salvarle uccide Richard; la vita delle due è finalmente salva e ora possono riprendersi i soldi. Sidney accetta di aiutare Jane nel negozio, a patto che entri a far parte dell'8 per cento. Nel frattempo Michael scopre che Matt ha usato il suo ricettario per prendere una medicina e cerca bruscamente di farlo ritornare sui suoi passi: il capo di Matt inoltre presume che quest'ultimo faccia uso di droghe e dichiara apertamente a Michael che se è la verità lo licenzierà. Peter viene finalmente scarcerato, dopo che Kimberly riesce a ricordare della cena. La sua vita però è molto cambiata, ora non è più ricco come prima e probabilmente perderà tutto per via delle spese legali: Amanda promette di stargli accanto e di amarlo per il resto della vita. Taylor nel frattempo sembra nascondere qualcosa al marito Kyle, che insieme ad Amanda diventano sempre più sospettosi. Allison si trasferisce nel suo nuovo appartamento e durante la sua festa di addio invita Jake a passare la notte insieme, ma questo porta Billy a conoscere la verità sulla relazione tra Jake e Allison stessa.
- Guest star: Patrick Muldoon (Richard Hart).
- Altri interpreti: Neill Barry (Greg Parker), Robert Gant (Deputy Tom), Shareen Mitchell (Pubblico ministero), Paul Perri (Andy), Lorinne Vozoff (Giudice), Dey Young (Irene Shulman).

## Inaugurazione
- Titolo originale: Hunka Hunka Burnin' Love
- Diretto da: Charles Correll
- Scritto da: Dee Johnson

### Trama
Kimberly riflette sulla sua carriera lavorativa e dà le sue dimissioni perché convinta di non poter più riuscire a fare il medico. Billy per dimenticare Allison, tenta di uscire con Samantha, ma l'appuntamento andrà a finire male, poiché Billy non è ancora pronto a dimenticarla.
Michael nel frattempo avverte Matt che non lo aiuterà più a "drogarsi", perché ancora convinto che Matt usi droghe. Matt in preda allo sconforto, si ubriaca in un bar e credendo di essere sedotto da un uomo, verrà arrestato da quest'ultimo che si rivelerà essere un poliziotto (Matt voleva pagare quest'uomo per sesso). Taylor si rivolge a Peter per un soffio al cuore e Amanda comincia a essere molto sospettosa; decide così di andare in viaggio di nozze con Peter. Sidney per poter pagare le rate dello studio di Peter (mentre l'uomo era in carcere), vende la sua casa a una famiglia di quattro persone: per questo motivo, Peter è costretto ad andare a vivere a casa di Amanda e licenzia Sidney per non essersi consultata. Il posto della donna verrà sostituito da Kimberly, pronta a ricominciare una nuova carriera lavorativa. Durante l'inaugurazione del negozio di Jane, Billy rivela a tutti della relazione tra Allison e Jake, che molto imbarazzati sono invitati a uscire dal negozio. Più tardi, Jane si reca a casa di Allison per avere delle spiegazioni e inavvertitamente quando esce, inciampa in un cavo elettrico che provoca un incendio immediato.
- Altri interpreti: Neill Barry (Greg Parker).

## Intrighi
- Titolo originale: Un-Janed Melody
- Diretto da: Jefferson Kibbee
- Scritto da: James Kahn

### Trama
Jane inizia a stalkerare Jake e Alison; in seguito, propone a Billy di collaborare per separarli, ma lui rifiuta. Amanda va a Santa Barbara in con Peter; Kyle e Taylor. Alla D&D, il presidente Arthur Field assume il figlio, l'arrogante Craig, che ha subito uno scontro con Billy. Kimberly continua a non ricambiare il sesso con Michael. Sydney conosce Kyle, che sta per aprire il ristorante. Matt inizia un percorso di riabilitazione e conosce il dottor Dan Hathaway.
- Special guest star: David Charvet (Craig Field).
- Altri interpreti: Michael Des Barres (Arthur Field), Kelly Rutherford (Megan Lewis), Greg Evigan (Dan Hathaway).

## Lo zampino di Jane
- Titolo originale: Jane's Addiction
- Diretto da: Chip Chalmers
- Scritto da: Kathryn Baker

### Trama
Alison e Jake si interrogano su chi sia il responsabile delle ultime vicende. Jane continua il suo gioco e racconta a Samantha del passato di Billy; Jake scopre Jane, la quale poi lo querela per pedinamento. Amanda cerca di tenere testa a Craig, mentre Billy scopre il piano della famiglia di lui per prendere possesso della D&D e chiede ad Amanda di aiutarlo a riottenere il suo posto. Michael viene corteggiato dalla sua nuova vicina, Megan Lewis. Matt esce dal centro di riabilitazione, ma viene a sapere di essere stato sospeso dall'Università a causa dei recenti avvenimenti. Sydney cerca di vendere uno dei quadri di Samantha a Kyle per l'inaugurazione del ristorante.
- Special guest star: David Charvet (Craig Field).
- Altri interpreti: Michael Des Barres (Arthur Field), Dey Young (Irene Shulman), Kelly Rutherford (Megan Lewis), Greg Evigan (Dan Hathaway).

## Giovani medici innamorati
- Titolo originale: Young Doctors in Heat
- Diretto da: Anson Williams
- Scritto da: Edward Gold

### Trama
Dopo una discussione con Amanda, Peter si trasferisce a casa di Michael e Kimberly. Nonostante la riconciliazione, Samantha si fa avanti e gli dice di essere la sorella della sua ex moglie. Jane continua a stalkerare Jake e Alison. Matt dice a Dan che vuole lasciare la riabilitazione perché prova qualcosa per lui. Michael continua la sua relazione sessuale con Megan. Samantha combina un appuntamento al buio a Sydney. Kimberly scopre di avere un problema di salute.
- Special guest star: David Charvet (Craig Field).
- Altri interpreti: Michael Des Barres (Arthur Field), Floyd Levine (dott. Howard Stein), Kelly Rutherford (Megan Lewis), Greg Evigan (Dan Hathaway).

## Missione: rapporti interpersonali
- Titolo originale: Mission: Interpersonal
- Diretto da: Charles Correll
- Scritto da: Charles Pratt Jr.

### Trama
Mentre Amanda parte per un viaggio di lavoro, Taylor dice a Peter che si sente molto legata a lui e che lo ha sempre amato, ma Peter sa come reagirebbe Amanda e non le dice niente. Michael vuole saperne di più su Megan; al suo rifiuto, lui fa delle ricerche e scopre che è una prostituta. Kimberly scopre di avere un tumore al cervello inoperabile e che ha solo tre mesi di vita; Kimberly conosce Megan. Jake si confronta Jane, la quale mostra chiaramente di essere disturbata. Sydney corteggia Kyle e Craig fa il filo a Samantha.
- Special guest star: David Charvet (Craig Field).
- Altri interpreti: Michael Des Barres (Arthur Field), Floyd Levine (dott. Howard Stein), Frank Runyeon (prete), Kelly Rutherford (Megan Lewis), Greg Evigan (Dan Hathaway).

## Chiarimenti
- Titolo originale: Farewell Mike's Concubine
- Diretto da: Jefferson Kibbeee
- Scritto da: Carol Mendelsohn

### Trama
Michael fa campagna elettorale per diventare il nuovo primario, così come Peter e la Schulman. Kimberly ha ingaggiato Megan per far essere Michael sessualmente appagato ma gli dice di troncare ogni rapporto con lui, invece Michael inizia una relazione seria con lei. Dopo che Amanda ha salvato Craig per un lavoro fatto male, lui con riluttanza le racconta il piano che ha suo padre di cacciarla via dalla D&D; scopre poi che il padre non gli ha rivelato che, secondo il testamento della madre, lui sarebbe azionista della D&D dall'età di 21 anni. Inoltre, Amanda chiede a Alison di tornare alla D&D. Dan è riluttante a lasciarsi andare con Matt. Craig continua ad andare dietro a Samantha, così come Sydney con Kyle, e Taylor con Peter, il quale non rivela ancora la verità su Taylor ad Amanda.
- Special guest star: David Charvet (Craig Field).
- Altri interpreti: Michael Des Barres (Arthur Field), Dey Young (Irene Shulman), Kelly Rutherford (Megan Lewis), Greg Evigan (Dan Hathaway).

## Passioni e bugie
- Titolo originale: Nice Work if You Can Get It
- Diretto da: Charles Correll
- Scritto da: Dee Johnson

### Trama
Jane va a Chicago dai suoi genitori e sua madre le dice di doversi sottoporre a un intervento. Volendo donarle il sangue per precauzione, scopre di essere stata adottata. Craig torna alla D&D dopo aver appreso che ha diritto alla maggioranza delle azioni e fa spostare Amanda di ufficio. Kimberly racconta a Megan che sta morendo per un tumore al cervello e mette a punto un progetto per il futuro Michael, iniziando dal divorzio e inducendo Megan a sposarlo. Peter torna al lavoro ma la paziente che opera muore subito dopo, ricordandogli la morte della sua ex moglie; Taylor gli si avvicina, suscitando la gelosia di Kyle, il quale poi cede alla bellezza di Sydney. Samantha dà a Craig uno dei suoi nuovi dipinti e lui lo appende nel suo ufficio. Alison medita sulla proposta fatta da Jake di entrare con lui in società nella gestione di Shooters.
- Special guest star: David Charvet (Craig Field).
- Altri interpreti: Diana Bellamy (suora Anne), Michael Des Barres (Arthur Field), Ken Howard (George Andrews), F. William Parker (dott. Stanley), Gail Strickland (Katherine Andrews), Kelly Rutherford (Megan Lewis), Greg Evigan (Dan Hathaway).

## Solitudini di sorelle
- Titolo originale: Sole Sister
- Diretto da: Chip Hayes
- Scritto da: Chip Hayes

### Trama
Kyle dice a Sydney che quello che è successo al ristorante è stato un errore che non dovrà più ripetersi e inoltre scopre la verità di Jane, la quale si mette in cerca della sua vera madre. Megan dice a Kimberly che dubita dei sentimenti di Michael per lei. Billy dà dei consigli a Alison, la quale decide di accettare l'offerta di Alison. Alla loro prima cena-appuntamento, Matt incontra un ex paziente e amante di Dan, il quale lo mette in guardia da lui. Amanda, su ordine Arthur Field, va a cena con Craig per scoprire i suoi piani sulla D&D. Crai mostra a Samantha uno spazio che ha acquistato per lei e per i suoi dipinti. Peter entra ancora più in depressione e durante un intervento, si blocca.
- Special guest star: David Charvet (Craig Field).
- Altri interpreti: Michael Des Barres (Arthur Field), Anthony Palermo (Roger McCormick), Gail Strickland (Katherine Andrews), Kelly Rutherford (Megan Lewis), Greg Evigan (Dan Hathaway).

## Alla ricerca della madre
- Titolo originale: Quest for Mother
- Diretto da: Charles Correll
- Scritto da: James Kahn

### Trama
Jane finalmente incontra la sua vera madre, Sherri Doucette, la quale le dice di non volerla più vedere; scopre che è un'ex attrice e ora fa la segretaria. Craig minaccia il padre di rivelare il suo complotto se non lo lascia in pace al lavoro. Michael, divorziato da Kimberly, non se la sente di andare a vivere con Megan e si fa ospitare da Matt; Dan gli chiede di andare a vivere assieme. Peter, non avendo ottenuto il posto di primario, inizia a giocare a golf e perde una scommessa con Kyle; in seguito, raggiunge Taylor a una cerimonia funebre in onore della sua ex moglie; lì scopre che Taylor modificò il diario della sorella per far sembrare la morte un suicidio e non eutanasia, scagionando così Peter. Kyle assume Sydney come hostess, cosa che fa ingelosire Taylor; Billy cerca di scoprire i piani di Craig nei confronti di Samantha.
- Special guest star: David Charvet (Craig Field), Donna Millis (Sherri Doucette).
- Altri interpreti: Michael Des Barres (Arthur Field), Scott Ferguson (ragazzo), Bert Remsen (Joe Curtis), Kelly Rutherford (Megan Lewis), Greg Evigan (Dan Hathaway).

## Infelicità cronica
- Titolo originale: Crazy Love
- Diretto da: Chip Chalmers
- Scritto da: Kathryn Baker

### Trama
Amanda incoraggia Peter ad andare in terapia, ma lui reagisce con comportamenti ossessivi e gelosi, soprattutto quando irrompe durante una cena di Amanda e Craig; lei poi lo butta fuori di casa. Sherry racconta del suo passato a Jane, la quale le chiede di passare il Natale con lei. Samantha va a un'asta sperando di recuperare uno dei quadri che Sydney ha venduto a Kyle, mentre Billy cerca di ottenerne un altro che Craig tiene in ufficio. Sydney incontra Carter Galivan, un milionario, sperando che compri i quadri che sta cercando di vendere. Kimberly dice a Megan che intende suicidarsi facendo sembrare il tutto un incidente in modo da risarcire Michael. Jake va in vacanza con Alison a Utah. Matt incomincia a notare il lato possessivo Dan, nel momento in cui incomincia a riempirlo di regali.
- Special guest star: David Charvet (Craig Field), Chad Lowe (Carter Gallavan), Kelly Rutherford (Megan Lewis), Greg Evigan (Dan Hathaway), Donna Millis (Sherri Doucette).
- Altri interpreti: Robert Clotworthy (banditore d'asta), Stephen Macht (Ed), Phil Morris (Walter).

## Dottore involontario
- Titolo originale: The Accidental Doctor
- Diretto da: Charles Correll
- Scritto da: Edward Gold

### Trama
Kyle cerca di riappacificare Peter e Amanda alla festa del suo compleanno, senza successo. Peter continua a tenere il broncio per quanto riguarda la sua carriera medica che lo porta a un altro scontro con Amanda, ma poi salva la vita di una donna che ha avuto un incidente, e questo lo incoraggia. Nel mentre, Sydney fa visita a Carter Galivan a casa sua durante una serata di beneficenza nella quale gli viene regalata una macchina sportiva e lui la regala a Sydney. Le tensioni tra Jane e Sherri crescono e Jane apprende che la madre ha avuto problemi di alcolismo e depressione. Billy cerca di aiutare Samantha a tornare a casa dai suoi e la passione nasce tra di loro. Dan e Matt litigano e Dan lo colpisce. Michael esita a firmare le carte del divorzio da Kimberly.
- Special guest star: David Charvet (Craig Field), Chad Lowe (Carter Gallavan), Kelly Rutherford (Megan Lewis), Greg Evigan (Dan Hathaway), Donna Millis (Sherri Doucette).
- Altri interpreti: Garette Henson (ragazzo), Stephen Macht (Ed), John Milford (marito), Katherine Moffat (donna della festa), Phil Morris (Walter).

## Addio a Los Angeles
- Titolo originale: Escape from L.A.
- Diretto da: Richard Lang
- Scritto da: Frank South

### Trama
Peter, tornato in sé, cerca di riconciliarsi con Amanda e lo stesso fa Dan con Matt: i due, dopo essere andati a vivere assieme, hanno un ulteriore scontro. Jane subisce una rapina in negozio e si isola da tutto, facendo sentire anche Sherri in colpa, la quale si pensa di aver fallito come madre. Una visita a sorpresa dei suoi genitori adottivi fa capire a Jane che ha bisogno di ricominciare da capo e decide di tornare a vivere a Chicago con loro. Amanda apprende da un ubriaco Craig, del segreto che riguarda suo padre, che ha ucciso il nonno di Craig e lo usa come arma di ricatto. A Sydney viene chiesto dal bodyguard Carter, Walter di stare con lui a casa sua, ma lei rifiuta in quanto impegnata con un incontro di lavoro. Megan, su ordine Kimberly, porta Michael (che ha firmato i documenti del divorzio) a Las Vegas for per un weekend dove lo convince a sposarla. Peter scopre dal dottor Stein la malattia di Kimberly e lo rivela a Michael.
- Special guest star: David Charvet (Craig Field), Donna Millis (Sherri Doucette), Chad Lowe (Carter Gallavan), Kelly Rutherford (Megan Lewis), Greg Evigan (Dan Hathaway).
- Altri interpreti: Ken Howard (George Andrews), Floyd Levine (dott. Stein), Stephen Macht (Ed), Phil Morris (Walter), Douglas Roberts (rapinatore), Gail Strickland (Katherine Andrews).

## Gli occhi della tempesta
- Titolo originale: Eyes of the Storm
- Diretto da: Harvey Frost
- Scritto da: Cynthia J. Cohen

### Trama
Michael si precipita da Kimberly dopo aver saputo della sua malattia, ma lei lo caccia via e medita di suicidarsi. Megan rivela a Michael la verità, che ad assoldarla è stata Kimberly. I due, mentre sono in strada per andare a salvare Kimberly, hanno un incidente proprio con lei. Amanda mette in atto il suo gioco con Craig e suo padre per riottenere quello che le era stato tolto, ma poi Arthur Field muore di infarto. Sydney va a vivere da Samantha e prende le redini della bputique di Jane e scopre che è in crisi finanziaria. Allora chiede un prestito a Kyle ma l'aiuto arriva misteriosamente da Carter. Peter apprende degli abusi violenti di Dan, il quale ha un duro confronto con Matt circa i suoi problemi; i due si lasciano definitivamente. Alison scopre di essere incinta: Jake ne è felicissimo, lei ha dei dubbi su che strada prendere.
- Special guest star: David Charvet (Craig Field), Chad Lowe (Carter Gallavan), Greg Evigan (Dan Hathaway).
- Altri interpreti: Michael Des Barres (Arthur Field), Floyd Levine (dott. Howard Stein), Phil Morris (Walter).

## Si cambia vita
- Titolo originale: Better Homes and Condos
- Diretto da: Janet Greek
- Scritto da: James Kahn

### Trama
Samantha viene minacciata di sfratto; Billy le propone un aiuto legale ma poi scopre che l'avvocato che assumono, Kenny, è un suo ex fidanzato. Kyle ritrova un vecchio amico di infanzia, Nick, un misogino che non sopporta Taylor. Amanda visita la nuova casa di Peter e tenta di riconciliarsi. Carter porta Sydney in vacanza in un ranch per farle vedere dove è cresciuto e lei cerca di aiutarlo a sciogliere il suo blocco creativo e capisce così perché Walter le aveva chiesto di trascorrere del tempo con lui: voleva solo che Carter riprendesse a fare videogiochi, così la caccia via e dice a Carter che lei voleva solo approfittarsi. Jake chiede a Alison di sposarlo e iniziano a discutere di trasferirsi in un altro posto. In seguito all'incidente, Michael entra in un breve coma e vive un'esperienza tra la vita e la morte nella quale vede Megan come l'angelo che gli chiede di andare con lei in paradiso e Kimberly il diavolo che vuole portarlo all'inferno. Dopo che si sveglia e si riprende, Kimberly gli chiede di passare un po' di tempo con lei.
- Special guest star: David Charvet (Craig Field), Chad Lowe (Carter Gallavan).
- Altri interpreti: Todd McKee (Kenny Jackson), Phil Morris (Walter), Scott Plank (Nick Reardon).

## Addio al celibato
- Titolo originale: Great Sex-pectations (I)
- Diretto da: Richard Lang
- Scritto da: Dee Johnson

### Trama
Kyle e Nick si fanno un'uscita tra loro che culmina in una rissa da Shooters. Taylor informa Peter che il nuovo primario ha una relazione segreta con la Dottoressa Ilene Shulman e lui usa ciò per ricattarla. Alison e Jake fissano la data delle nozze civili e chiedono rispettivamente a Samantha e Billy di fare da testimoni, ma Billy teme che Alison anche stavolta non sia pronta. Samantha si trasferisce da Billy dopo che si stufa di Sydney. Megan non gradisce che Michael trascorra del tempo con Kimberly e gli impone di restare con lui. Sydney continua a contattare Carter ma lui non le vuole più parlare.
- Special guest star: David Charvet (Craig Field), Chad Lowe (Carter Gallavan).
- Altri interpreti: Bruce Gray (Tom), Robert Mailhouse (dott. Jonathan Goldberg), Phil Morris (Walter), Scott Plank (Nick Reardon), Dey Young (dott.ssa Ilene Shulman).

## Fuga dal matrimonio
- Titolo originale: Great Sex-pectations (II)
- Diretto da: Richard Lang
- Scritto da: Carol Mendelsohn

### Trama
Kimberly viene ricoverata dopo che ha cercato di contattare Michael e gli chiede di non andare più a letto con Megan fino alla sua morte. Amanda usa il desiderio sessuale di Craig nei suoi confronti per farsi firmare dei documenti e prendere possesso della D&D. In seguito scopre che il padre lo ha escluso da tutta l'eredità, si ubriaca e passa la notte da Amanda. Peter, credendo che i due siano stati insieme, va da Taylor. Alison ha dei ripensamenti sulle nozze e le annullano e dubita anche se tenere il bambino; Samantha e Billy la ospitano. Peter si fa nominare primario col ricatto, cosa che non gradisce affatto Michael. Sydney si riappacifica con Carter.
- Special guest star: David Charvet (Craig Field), Chad Lowe (Carter Gallavan).
- Altri interpreti: Bruce Gray (Tom), Robert Mailhouse (dott. Jonathan Goldberg), Phil Morris (Walter), Scott Plank (Nick Reardon), Dey Young (dott.ssa Ilene Shulman).

## Coglierla in fallo
- Titolo originale: Catch Her in the Lie
- Diretto da: Charles Pratt Jr.
- Scritto da: Charles Pratt Jr.

### Trama
Jake, frustrato dagli ultimi avvenimenti, va a trovare la sua ex Colleen e suo figlio di 8 anni. Tornata Los Angeles, Alison durante una visita sente il battito del bambino. Carter, cercando di uscire fuori dalla sua solitudine, va a vivere da Sydney e trova lavoro come cameriere nel ristorante di Kyle. Michael continua a prendersi cura di Kimberly, la quale apprende che il suo tumore è in regressione, ma Megan si chiede se tra loro due sia finita e arriva quasi a voler uccidere Kimberly. Peter inizia una storia con Taylor, mentre un vendicativo Craig incontra Nick e lo assume per spiare Peter, sperando di scoprire cosa può fare per far mollare Peter e Amanda.
- Special guest star: David Charvet (Craig Field), Chad Lowe (Carter Gallavan).
- Altri interpreti: Stacy Haiduk (Colleen Patterson), Jeremy Lelliott (David Patterson), Floyd Levine (dott. Howard Stein), Phil Morris (Walter), Scott Plank (Nick Reardon), Dey Young (dott.ssa Ilene Shulman).

## Tutti gli uomini di Melrose
- Titolo originale: Men Are from Melrose
- Diretto da: Chip Hayes
- Scritto da: Frank South

### Trama
Jake, dopo aver parlato con Colleen, torna a Los Angeles e cerca di riconquistare Alison. Nick ricatta Taylor e Peter dopo averli fotografati insieme. Michael scopre che il tumore di Kimberly è regredito, ma nonostante ciò, gli dice di voler stare con Megan. Carter continua a godersi il mondo reale, ma poi si sente in competizione per Sydney e decide di tornare alla sua vecchia vita. Infine, Megan riceve la visita di Josh Laughlin, il suo vecchio protettore.
- Special guest star: David Charvet (Craig Field), Chad Lowe (Carter Gallavan), Damian Chapa (Josh Loughlin).
- Altri interpreti: Stacy Haiduk (Colleen Patterson), Jeremy Lelliott (David Patterson), Scott Plank (Nick Reardon).

## Equivoci e ricatti
- Titolo originale: Frames 'R' Us
- Diretto da: Robert J. Metoyer
- Scritto da: James Kahn

### Trama
Craig si trasferisce a Melrose e porta avanti la sua sete di vendetta nei confronti di Amanda. Josh si presenta a Michael e minaccia di rendere pubblici dei filmati hard di Megan a un galà di beneficenza in ospedale, ma il tutto è un piano di Kimberly per farli lasciare. Peter e Taylor mettono a punto un piano per rubare le foto di Nick: Taylor lo droga giusto il tempo per poter permettere a Peter di introdursi nel suo appartamento e prendere le foto. Allora Nick e Craig passano al piano B rivelando ad Amanda della storia tra Peter e Taylor; Amanda alla fine si concede a Craig.
- Special guest star: David Charvet (Craig Field).
- Altri interpreti: Scott Plank (Nick Reardon), Damian Chapa (Josh Loughlin).

## Grida da un matrimonio
- Titolo originale: Screams from a Marriage
- Diretto da: Charles Correll
- Scritto da: Edward Gold

### Trama
Josh porta avanti il piano di Kimberly di far rompere Megan e Michael; riesce a metterli l'uno contro l'altro e fa in modo che Megan venga arrestata. Matt apprende della morte del fratello e in città arriva la ribelle nipote sedicenne, Chelsea che gli viene affidata. Dopo la notte passata con Craig, Amanda capisce l'errore e lo respinge, mentre lui invece vuole una relazione. Nick fornisce altre prove a Kyle della relazione tra Peter e Taylor; la manda via di casa e poi fa allontanare Nick dalla città, dopo che questi prende a pugni Peter.
- Special guest star: David Charvet (Craig Field), Katie Wright (Chelsea Fielding).
- Altri interpreti: Christopher Darga (avvocato), Claudette Nevins (Constance Fielding), Scott Plank (Nick Reardon), Damian Chapa (Josh Loughlin).

## La finestra sul cortile
- Titolo originale: 101 Damnations
- Diretto da: Charles Correll
- Scritto da: Edward Gold

### Trama
Megan viene sfrattata di casa dopo che il suo passato e le sue ultime vicende sono diventate di dominio pubblico. Chelsea trascorre un po' di tempo aa casa di Matt, ma il ragazzo si rende subito conto di non riuscire a gestirla. Dopo essere caduta e aver riportato delle fratture, una cliente fa causa a Sydney e Samantha. Alison assiste a un litigio tra Taylor e Kyle e scopre così della relazione tra Taylor e Peter. Taylor apprende da Peter del flirt tra Kyle e Sydney e poi vengono a saperlo anche Samantha e Alison.
- Special guest star: David Charvet (Craig Field), Katie Wright (Chelsea Fielding).
- Altri interpreti: Ethel Ayler (Sig.ra Bowen), Joe D'Angerio (receptionist Motel), Edie McClurg (Hilda Morris), Claudette Nevins (Constance Fielding), Scott Plank (Nick Reardon), Dey Young (dott.ssa Irne Shulman).

## Da qui alla maternità
- Titolo originale: From Here to Maternity
- Diretto da: Thomas Calabro
- Scritto da: Dee Johnson

### Trama
Contrariamente a quanto consigliato dai medici, Alison torna al lavoro. Michael assume Megan come segretaria, contro il parere di Peter. Kimberly viene ricoverata per un aneurisma che inizia a degenerare. Chelsea scappa di casa; Samantha aiuta Matt a trovarla e lui discute con sua madre circa la custodia. Amanda va con Craig in costa per il weekend e gli rivela di voler fare un periodo di castità. Sydney incontra Hilda Morris, la donna che era caduta in negozio, la quale finge di avere molte fratture e il suo sleale avvocato, Harry Dean, che intendono non ritirare la causa e rovinare Sydney. Samantha riceve la visita di suo padre appena uscito dal carcere, Jim Reilly.
- Special guest star: David Charvet (Craig Field), Katie Wright (Chelsea Fielding).
- Altri interpreti: Markus Flanagan (Harry Dean), Floyd Levine (dott. Howard Stein), Edie McClurg (Hilda Morris), Claudette Nevins (Constance Fielding), Tony Denison (John Reilly).

## Addio Kimberly
- Titolo originale: Last Exit to Ohio
- Diretto da: Jefferson Kibbee
- Scritto da: Frank South

### Trama
La madre di Kimberly arriva in città per convincerla a tornare a Cleveland dopo aver appreso delle sue condizioni di salute; Kimberly vorrebbe rivedere Michael per l'ultima volta, ma mentre esce di casa muore. Sydney spia di nascosto la donna che le ha fatto causa per provare che sta fingendo, ma ancora una volta la donna è più furba di lei. Billy apprende da Samantha che fu lei a testimoniare contro il padre e perciò vuole accoglierlo in casa. I dottori informano Alison che a causa di alcune complicanze deve interrompere la gravidanza e che non potrà avere figli; la donna chiede a Jake di sposarlo. Peter inizia a vedere in Taylor la sua ex moglie Betj. Craig chiede a Amanda di uscire con lui e Kyle si unisce.
- Special guest star: David Charvet (Craig Field), Katie Wright (Chelsea Fielding).
- Altri interpreti: Janet Carroll (Marion Shaw), Larry Dobkin (giudice), Yvonne Farrow (dott.ssa Raiyiere), Markus Flanagan (Harry Dean), Edie McClurg (Hilda Morris), Tony Denison (John Reilly).

## La crisi di coscienza
- Titolo originale: The Dead Wives Club
- Diretto da: Chip Chalmers
- Scritto da: Charles Pratt Jr.

### Trama
Jake porta Alison in un posto privato per sposarsi, ma durante il tragitto si guasta la macchina e rimangono fermi in un paesino. Jim cerca ottenere un lavoro da Shooters; dice a Billy di volere che Samantha vada a vivere con lui e minaccia Billy di non intromettersi. Dopo la morte di Kimberly, Megan fa dei sogni strani in cui Kimberly la mette in guardia da Michael, che vuole usurpare il posto di primario a Peter. Sydney torna a lavorare al ristorante da Kyle e viene avvicinata da Harry Dean, un viscido e avido avvocato il quale la sprona a farsi del male da sola per poter essere risarcita. Chelsea ha un incontro con sua madre, la quale vuole che torni con lei a Parigi; dopo averla inizialmente rifiutata, decide di seguirla. Taylor capisce che Peter sta cercando di trasformarla nella copia di sua sorella. Amanda e Kyle diventano più intimi quando lei gli fa pubblicità per il ristorante.
- Special guest star: David Charvet (Craig Field), Katie Wright (Chelsea Fielding).
- Altri interpreti: Mark Arnott (Tim), Markus Flanagan (Harry Dean), Nancy Lee Grahn (Denise Fielding), S.A. Griffin (Detective Stevenson), JoAnn Willette (Pastore), Tony Denison (John Reilly).

## Presenza dal passato
- Titolo originale: Deja Vu All Over Again
- Diretto da: James Darren
- Scritto da: Neil Landau

### Trama
La sorella minore di Michael, Jennifer Mancini, arriva da New York, si trasferisce da lui e sfoggia la sua arroganza con Amanda quando va a chiedere un lavoro alla D&D. Sydney segue i consigli di Harry e finge di avere fratture e ciò provoca la richiesta di un risarcimento alla D&D; Craig pensa di sedurla per modificare la situazione. Alison incontra Colleen, l'ex di Jake; questo la turba e la porta a ricominciare a bere. Matt cerca di dissuadere Chelsea dall'andare a Parigi con sua madre. Samantha usa in segreto i soldi di Billy per pagare un trasferimento al padre, dopo che ha scoperto che è evaso dal carcere, in modo che possa scappare di nascosto dal paese. Amanda esce con Kyle e Taylor cerca di soddisfare i desideri di Peter.
- Special guest star: Katie Wright (Chelsea Fielding).
- Altri interpreti: Markus Flanagan (Harry Dean), Nancy Lee Grahn (Denise Fielding), Stacy Haiduk (Colleen Patterson), Tony Denison (John Reilly), Alyssa Milano (Jennifer Mancini).

## Dimenticare Beth
- Titolo originale: All Beths are Off
- Diretto da: Charles Correll
- Scritto da: Chip Hayes

### Trama
Amanda aiuta Kyle a finanziare il suo sogno di rilevare il jazz club sopra il suo ristorante. Jennifer inizia a conoscere il suo vicinato; la ragazza in passato è stata l'amante di Kyle e Michael scopre che non ha mai finito l'università e lei se ne va di casa. Craig continua corteggiare Sydney e la porta in un centro benessere. Alison ha ricominciato a bere e Amanda la licenzia; Jake non crede alle testimonianze di Billy e Amanda. Jim chiede più soldi a Samantha. Chelsea e Denise complottano contro Matt affinché perda la custodia della nipote. Taylor sente che l'ossessione di Peter per sua sorella sta degenerando e ne parla con Michael.
- Special guest star: Katie Wright (Chelsea Fielding).
- Altri interpreti: Markus Flanagan (Harry Dean), Nancy Lee Grahn (Denise Fielding), Jim O'Malley (investigatore), Jon Patrick Walker (Mark), Tony Denison (John Reilly), Alyssa Milano (Jennifer Mancini).

## Un lavoro per Jennifer
- Titolo originale: Ultimatums and the Single Guy
- Diretto da: Anson Williams
- Scritto da: Dee Johnson

### Trama
Jennifer trova un lavoro come cameriera in un night club, il che preoccupa Megan che teme possa iniziare a prostituirsi come successe a lei. Un assistente sociale fa un colloquio a Jake e Alison circa una possibile adozione, ma il progetto affonda a causa della loro dipendenza dall'alcol. Amanda e Kyle, per poter andare avanti col loro progetto, devono divorziare dai rispettivi coniugi. Craig continua a corteggiare Sydney e riesce a ottenere che si ammorbidisca rispetto alla causa, ma Harry non lo gradisce e minaccia Sydney. Billy scopre la verità suò padre di Samantha; la costringe a dire addio al padre ma poi vengono entrambi arrestati per favoreggiamento. Taylor si lamenta con Michael dell'ossessione di Peter. Matt e Denise si mettono d'accordo sulla custodia condivisa di Chelsea, ma in segreto Denise chiede a Chelsea di annotare tutte le cose brutte di Matt.
- Special guest star: Katie Wright (Chelsea Fielding).
- Altri interpreti: Joseph Cali (George), Markus Flanagan (Harry Dean), Nancy Lee Grahn (Denise Fielding), S.A. Griffin (Detective Stevenson), Camila Griggs (Detective Walker), Elileen Seeley (assistente sociale), Jon Patrick Walker (Mark), Tony Denison (John Reilly), Alyssa Milano (Jennifer Mancini).

## Evasioni
- Titolo originale: Going Places
- Diretto da: Charles Pratt Jr.
- Scritto da: Carol Mendelsohn

### Trama
Su richiesta di Megan, Kyle ospita Jennifer a casa sua fintanto che non trova un lavoro migliore. Poco dopo, Amanda porta Kyle in vacanza ai Caraibi per divorziare e si accende la passione tra loro. A Los Angeles, Taylor con riluttanza accetta il piano di Michael di distruggere psicologicamente Peter facendogli credere di essere malato di epilessia. Jake e Alison pensano di lasciare Los Angeles e iniziare una nuova vita. La causa di Sydney viene risolta nel momento in cui Craig minaccia Harry e poi offre a lei un lavoro alla D&D; i due si mettono insieme. Dopo essere stati rilasciati, Billy e Samantha vengono costantemente sorvegliati dalla polizia; Jim si intrufola in casa e li minaccia: o gli procurano soldi e un biglietto aereo o lui dirà che erano suoi complici; anche se Billy acconsente, Jim vuole portare via con sé Samantha.
- Special guest star: Katie Wright (Chelsea Fielding).
- Altri interpreti: Joseph Cali (George), Danny Darst (Monty), Markus Flanagan (Harry Dean), Nancy Lee Grahn (Denise Fielding), S.A. Griffin (Detective Stevenson), Camila Griggs (Detective Walker), Tony Denison (John Reilly), Alyssa Milano (Jennifer Mancini).

## Segreti, bugie e ancora bugie
- Titolo originale: Secrets and Lies and More Lies
- Diretto da: Frank South
- Scritto da: Frank South

### Trama
Michael e Taylor drogano Peter e lei si pratica delle autolesioni per simulare il risultato di un attacco epilettico da parte di Peter. Vedendoli sempre insieme, Megan si convince che i due abbiano una storia. Sydney viene assunta da Craig come segretaria e insieme iniziano a ribellarsi contro Amanda. Colleen torna a far visita a Jake insieme a suo figlio dopo che il suo compagno è andato via di casa; Alison si ubriaca e si sfoga con Colleen. Samantha capisce che suo padre vuole portarla via con sé e decide di collaborare con la polizia per incastrarlo. Mentre Amanda e Kyle si preparano per l'inaugurazione del loro nuovo locale, l'Upstairs Jazz Club, lei si ingelosisce quando lui assume Jennifer come barista.
- Special guest star: Katie Wright (Chelsea Fielding).
- Altri interpreti: S.A. Griffin (Detective Stevenson), Stacy Haiduk (Colleen Patterson), Jeremy Lelliott (David Patterson), Tony Denison (John Reilly), Alyssa Milano (Jennifer Mancini).

## Chi ha paura di Amanda Woodward?
- Titolo originale: Who's Afraid of Amanda Woodward?: Part 1
- Diretto da: Charles Correll
- Scritto da: Charles Pratt Jr.

### Trama
Samantha viene arrestata con l'accusa di favoreggiamento. Billy decide di collaborare con la polizia e incastrare Jim. Jake vende Shooters, mentre Alison progetta un piano per fargli prendere la gestione di un ristorante a Ojai. Per tenere buona Megan, Michael la coinvolge inconsapevolmente nel suo piano contro Peter. Craig e Sydney annunciano il loro fidanzamento e anche la loro uscita dalla D&D per creare una loro azienda pubblicitaria, stufi dell'autorità di Amanda. Matt chiede la custodia di Chelsea, la quale lascia la casa della madre dopo che torna ubriaca con un uomo che cerca di abusare di entrambe.
- Special guest star: Katie Wright (Chelsea Fielding).
- Altri interpreti: David Brisbin (Ted Kroegaer), Lynn Clark (avvocato di Denise), Carl T. Evans (Dex), William Forward (giudice Louise Torretta), Nancy Lee Grahn (Denise Fielding), S.A. Griffin (Detective Stevenson), Stacy Haiduk (Colleen Patterson), Deborah Lacey (avvocato di Matt), John Lavachielli (avvocato di Guy), Jeremy Lelliott (David Patterson), D. David Morin (sé stesso), Dey Young (Irene Shulman), Tony Denison (John Reilly), Alyssa Milano (Jennifer Mancini).

## Cambiamenti
- Titolo originale: Who's Afraid of Amanda Woodward?: Part 2
- Diretto da: Charles Correll
- Scritto da: Charles Pratt Jr.

### Trama
Alison decide di divorziare da Jake facendosi trovare con un altro, fingendosi ubriaca e dicendo a Colleen che lui la ama ancora e che non deve arrendersi; lui allora si stabilisce a Ojai con Colleen e il figlio per aprire un ristorante e lei se ne va ad Atlanta. Sebbene Amanda senta qualcosa per Kyle, si tira indietro quando lo vede con Jennifer. Mentre Craig e Sydney pianificano il loro matrimonio, Amanda ha un crollo emotivo nel momento in cui i suoi dipendenti lasciano la D&D per andare a lavorare nella nuova azienda di Craig; decide di lasciare la città, ma Kyle riesce a convincerla a restare. Dopo che Michael obbliga Peter a dare le dimissioni da primario, questi si accorge di non avere niente. Avendo capito il piano, aggredisce Micheal ferendolo alla mano e pianificando di uccidere Taylor per averlo tradito ma lei gli dice di essere incinta. Megan scopre di essere stata usata in questo piano e lo lascia. La corte sancisce la custodia di Chelsea a Denise, ma poco dopo questi dice a Michael che sta meglio con lui. Samantha litiga con Billy dopo che ha scoperto che lui ha incastrato suo padre; Jim la prende in ostaggio da un supermercato e fuggono a tutta velocità su una macchina della polizia. Durante il tragitto travolgono Sydney subito dopo il matrimonio, uccidendola.
- Special guest star: Katie Wright (Chelsea Fielding).
- Altri interpreti: David Brisbin (Ted Kroegaer), Lynn Clark (avvocato di Denise), Carl T. Evans (Dex), William Forward (giudice Louise Torretta), Nancy Lee Grahn (Denise Fielding), S.A. Griffin (Detective Stevenson), Stacy Haiduk (Colleen Patterson), Deborah Lacey (avvocato di Matt), John Lavachielli (avvocato di Guy), Jeremy Lelliott (David Patterson), D. David Morin (sé stesso), Dey Young (Irene Shulman), Tony Denison (John Reilly), Alyssa Milano (Jennifer Mancini).